# 塞南加縣

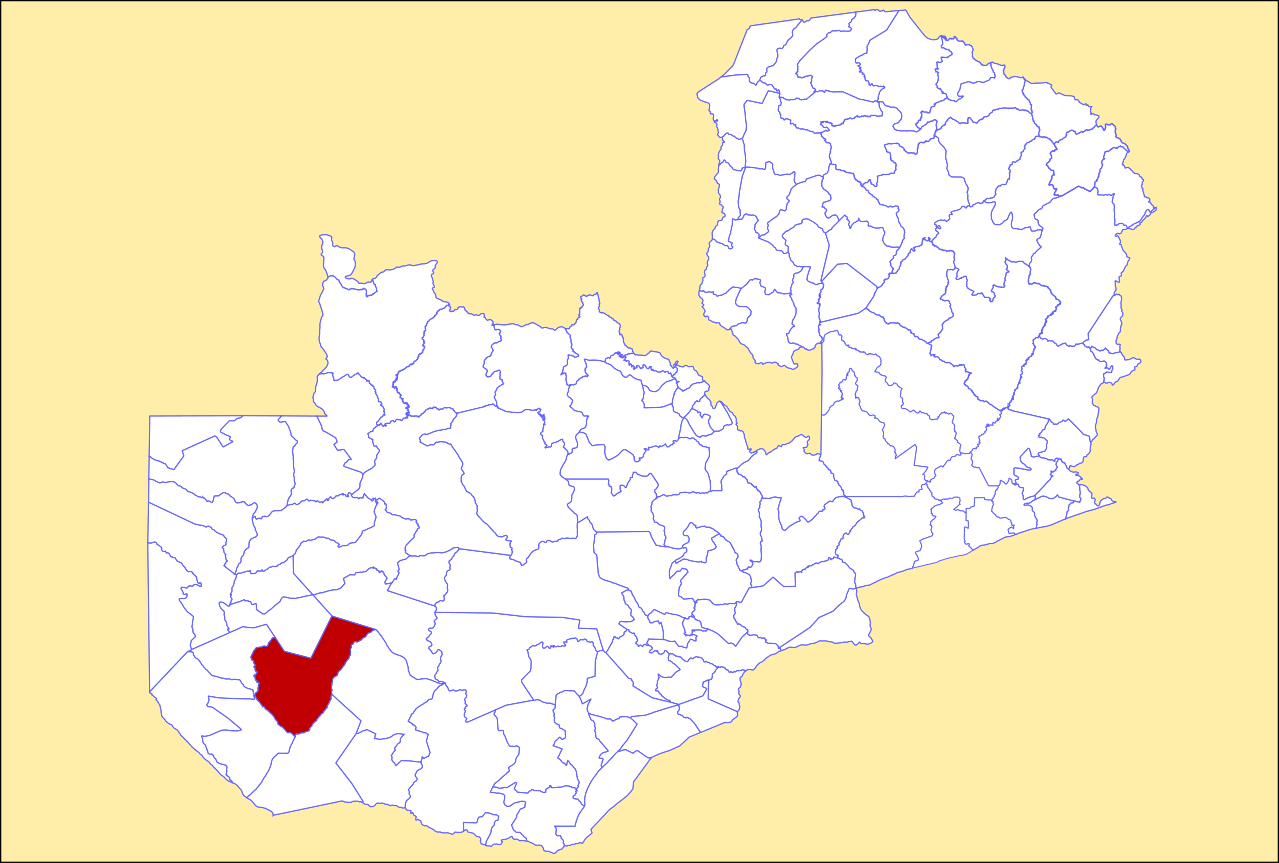

16°15′S 23°15′E / 16.250°S 23.250°E
塞南加縣（英語：Senanga District），是贊比亞的縣份，位於該國西部，由西方省負責管轄，首府設於塞南加，面積15,537平方公里，2010年人口126,506，人口密度每平方公里8.1人。